# Clostridium jejuense
Clostridium jejuense è una specie di batterio appartenente alla famiglia delle Clostridiaceae.